# Rieju Tango 250
Rieju Tango 250 – motocykl łączący w sobie cechy motocykli klasy supermoto i fun-bike. Tango 250 wyposażony jest we włoskie zawieszenie PAIOLI (170mm/180mm), hamulce francuskiej firmy AJP (260mm/200mm), osprzęt marki DOMINO.
W modelach od 2011 r. 4-suwowy silnik OHV o pojemności 223cc dostarcza chiński LONCIN.

## Dane techniczne / osiągi
- Silnik: 1p
- Pojemność silnika: 223 cm³
- Moc maksymalna: 16 KM/6000 obr./min
- Maksymalny moment obrotowy: 19 Nm/5500 obr./min
- Prędkość maksymalna: 105 km/h
- Przyspieszenie 0-100 km/h: 15,3s